# Chapelle du Calvaire (Chambéry)
Pour les articles homonymes, voir Chapelle du Calvaire.
La chapelle du Calvaire est une chapelle située en France sur la commune de Chambéry, dans le département de la Savoie en région Auvergne-Rhône-Alpes.
Aussi appelée Calvaire de Lémenc, du nom de la colline sur laquelle elle est bâtie, la chapelle est l’œuvre de Jean-Baptiste-Marie Aubriot de La Palme dans les années 1820, terminée à partir de 1828 par Antoine Martinet après la mort de Mgr de la Palme en 1826.

## Situation
La chapelle du Calvaire est bâtie sur la bordure occidentale de la colline de Lémenc, au nord du centre de la commune de Chambéry, chef-lieu du département de la Savoie.
Elle est accessible depuis sa construction par un chemin longé de stations appelé « chemin du Calvaire » débutant en contrebas, à proximité de l'église Saint-Pierre de Lémenc.
Son environnement actuel est celui d'un quartier résidentiel.

## Historique
L'origine de la chapelle du Calvaire remonte à la première moitié du XIXe siècle. Toutefois, une précédente chapelle dite du Calvaire, ou du Golgotha, dépendant du prieuré de Lémenc existait un peu en contrebas et en deçà de la chapelle actuelle. Louis Savoye indique en 1900 qu'il ne reste aucun vestige de cette première chapelle, cet « ermitage » qui aurait donné son nom à un groupe de maisons et à l'ancien chemin sur lequel est construit le nouveau Calvaire.
Le projet de construction d'un nouveau Calvaire et de toutes ses stations est dû à Monseigneur Jean-Baptiste-Marie Aubriot de la Palme, ancien évêque d'Aoste, alors venu finir ses jours au Grand Séminaire de Chambéry. En effet, alors que ce-dernier se rendait fréquemment au Petit Séminaire à Saint-Louis du Mont, il passait par la corniche de Lémenc qu'il constatait toujours déserte. C'est ainsi que l'idée d'édifier un monument de piété en cet endroit lui apparait, de manière à attirer les foules.
Mgr de La Palme acquiert lui-même le terrain de la future chapelle et dessine également personnellement les tableaux devant orner les futures stations. Il meurt toutefois avant d'avoir pu achever son projet, le 9 février 1826.

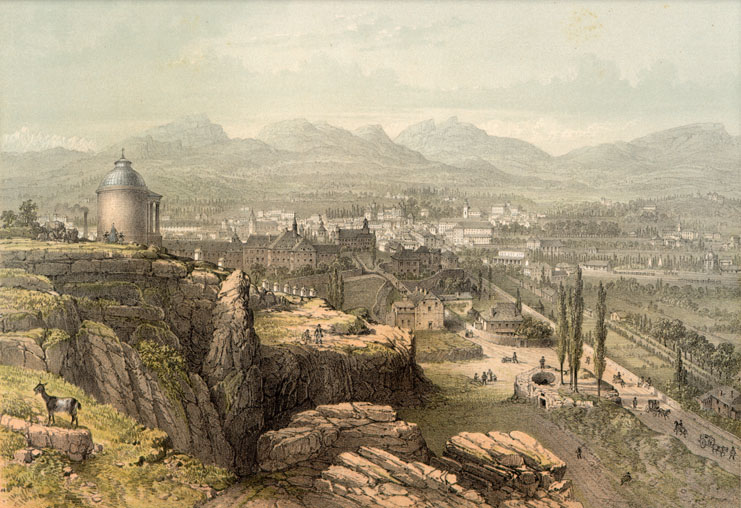
Le Calvaire de Lémenc (à gauche) en 1864.

Deux années plus tard, en 1828, Monseigneur Antoine Martinet devient archevêque de Chambéry et découvre un grand nombre d'édifices à construire ou réparer. La chapelle du Calvaire fait alors toujours partie des constructions en cours à la charge de l'administration diocésaine, à laquelle Mgr de La Palme avait par ailleurs fait don de ses largesses. Mgr Martinet entreprend alors de terminer sa construction et s'implique lui aussi personnellement en faisant construire à ses frais le chemin qui y mène, dont le coût est élevé en raison de la difficulté de creuser dans le roc et d'amener des remblais en quantité.
Mgr Martinet appréciait la chapelle du Calvaire et s'y rendait fréquemment, ce pourquoi il la choisit pour son lieu de sépulture. Celle-ci se déroule le 8 mai 1839 en présence des syndics et conseillers de la ville, le clergé et une foule importante tout le long du trajet du cortège vers la chapelle. Plus tard, en 1842, l'administration diocésaine fait placer au Calvaire une épitaphe en son hommage.
Après la mort de Mgr Martinet, la chapelle tombe progressivement en désuétude. L'édifice et ses stations se détériorent rapidement si bien qu'en 1900, Louis Savoye décrit les effritements des stations, les dislocations des marches ou encore la chute du plâtre du plafond. En outre, un certain nombre de croix, statues et tableaux ont été dérobés ou vandalisés, comme relaté en août 1858. Savoye précise toutefois que la fresque de la voûte est encore intacte et que seul le toit en zinc a fait l’objet d'une restauration en 1896 grâce à l'abbé Durochat, alors curé de Lémenc, par manque de fonds. Il évoque enfin son inquiétude tenant aux carrières de Lémenc se rapprochant rapidement et dangereusement de la chapelle et pourraient provoquer sa chute dans un éboulement.

## Description

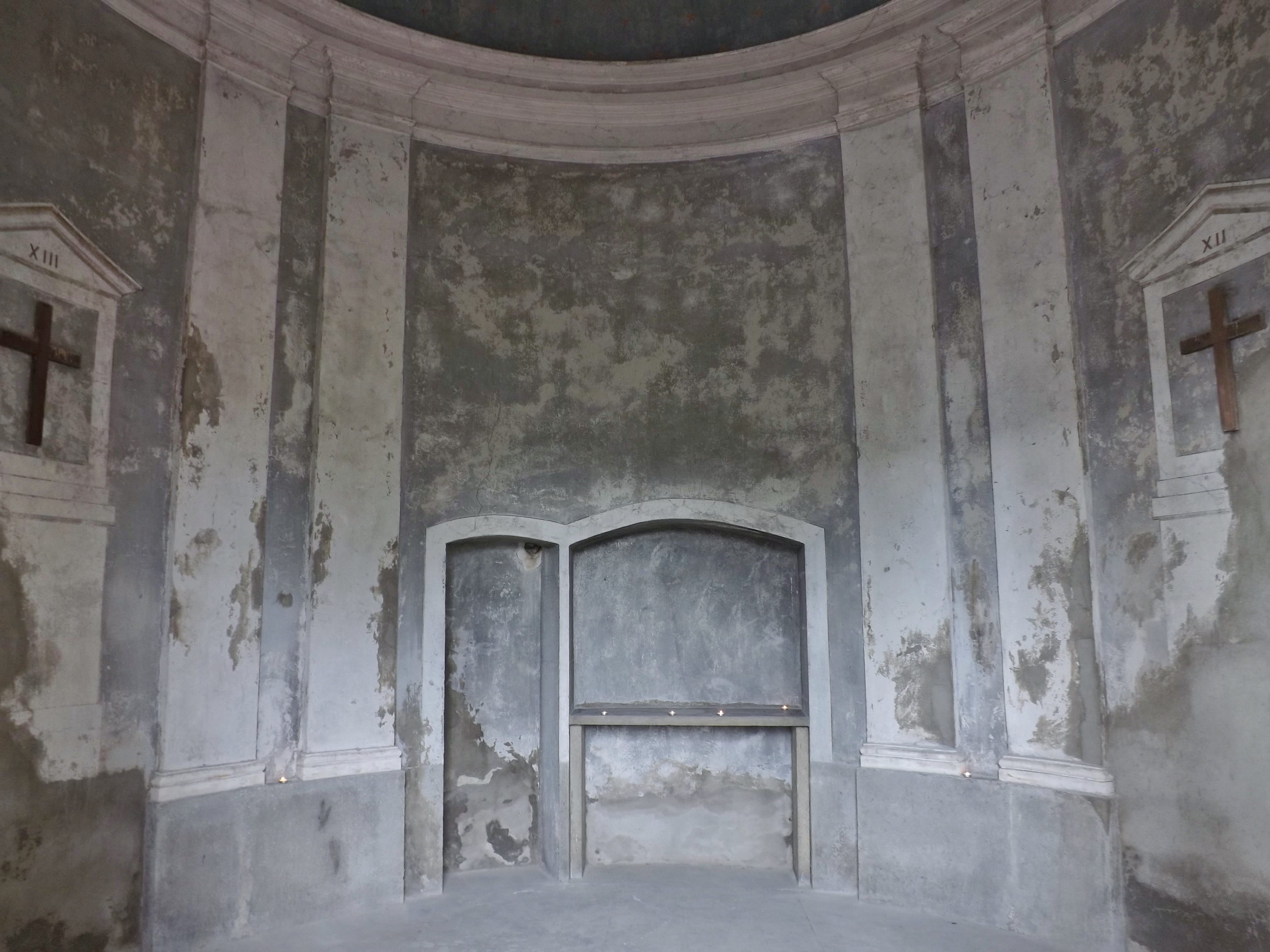
Intérieur de l’oratoire en 2015.

Le Calvaire de Chambéry est un monument de style toscan. Légèrement surélevé, son accès est permis par quatre marches conduisant à un péristyle formé de quatre colonnes tenant l'entablement et le fronton de l’édifice, lequel comporte une couronne d'épines et trois gros clous.
Au-delà du péristyle, séparé par une grille se trouve l’oratoire de la chapelle, dessiné par M. le chevalier Melano. Sa hauteur totale est de 9 mètres, répartis en trois parts :
- l'oratoire mesure 5,06 mètres de diamètre et autant de hauteur jusqu’à la corniche d'où part la voûte ;
- la voûte à plein cintre s'élève sur 2,60 m de hauteur jusqu'au lanterneau à vitraux ;
- le lanterneau, de 50 cm de diamètre, mesure pour sa part 1,49 m de hauteur.

L'intérieur de l’oratoire comporte pour sa part les quatre dernières stations du chemin de croix (Via Crucis) de la chapelle, un petit autel, des tableaux et depuis 1839 la sépulture de Mgr Antoine Martinet. En outre, la voûte est peinte d'une fresque de Casimir Vicario, représentant la Résurrection du Sauveur ainsi que des figures bibliques (Adam, Moïse, Aaron, Noé, David, Abraham, Melchisédech) et des figures d'anges.